# Веселий (Желєзногорський район)
Веселий (рос. Весёлый) — хутір в Желєзногорському районі Курської області Російської Федерації.
Населення становить 56 осіб. Входить до складу муніципального утворення Линецька сільрада.

## Історія
Населений пункт розташований на території українського етнічного та культурного краю Східна Слобожанщина.
Від 2004 року входить до складу муніципального утворення Линецька сільрада.

## Населення
| 1905 | 1979 | 2002 | 2010 | 2014 |
| ---- | ---- | ---- | ---- | ---- |
| 144  | ↗195 | ↘89  | ↘66  | ↘56  |